# Porte de Vitry
La porte de Vitry est une porte de Paris, en France située dans le quartier de la Gare au sud du 13e arrondissement.

## Situation et accès
La porte de Vitry se situe historiquement dans le prolongement de la rue de Patay au niveau de son croisement avec le boulevard Masséna et le boulevard du Général-d'Armée-Jean-Simon — nom donné depuis 2005 à une partie du boulevard Masséna — à l'ancien emplacement de l'enceinte de Thiers. Elle correspond de nos jours à la zone limitrophe entre les boulevards des Maréchaux et le boulevard périphérique, jusqu'à la limite communale d'Ivry-sur-Seine. Elle se trouve à 200 m à l'est de la porte d'Ivry et 300 m à l'ouest de la porte de la Gare.
Depuis la fermeture de la gare du boulevard Masséna, la porte de Vitry est desservie par la ligne C du RER à la gare de la Bibliothèque François Mitterrand, par la ligne de métro 14 à la station Bibliothèque François-Mitterrand ainsi que par la ligne 3a du tramway d'Île-de-France.